# Arrojadoa
Arrojadoa é um gênero botânico da família Cactaceae.

## Espécies
Contém as espécies:
- Arrojadoa dinae Buining & Brederoo
- Arrojadoa marylanae Soares Filho & M. Machado
- Arrojadoa penicillata (Gürke) Britton & Rose
- Arrojadoa rhodantha (Gürke) Britton & Rose
- Arrojadoa × albiflora Buining & Brederoo